# Голубой дракон (телепремия, 2025)
4-я церемония вручения телепремии «Голубой дракон» (кор. 제4회 청룡 시리즈 어워즈) — ежегодная церемония награждения за заслуги в области стримингового телевидения и OTT, организованная изданием «Sports Chosun» (дочерний бренд «Чосон Ильбо»), которая состоялась 18 июля 2025 года в отеле «Paradise City», Инчхон, Республика Корея. Прямая трансляция велась на канале KBS2 и на стриминговых платформах CHZZK, TVING и Prizm, ведущими в очередной раз стали Чон Хён Му и Им Юна.
Номинанты были выбраны на основе онлайн-голосования, которое проходило с 11 по 24 июня, а также на основе оценок журналистов и опросов экспертов индустрии развлечений относительно оригинального контента, выпущенного в период с 1 июня 2024 года по 31 мая 2025 года.

## Лауреаты и номинанты
Номинанты были объявлены 27 июня 2025 года. Лауреаты отмечены знаком «★» и полужирным шрифтом.
| Категория                                | Номинанты                                       | Номинанты                                           |
| ---------------------------------------- | ----------------------------------------------- | --------------------------------------------------- |
| Выбор Голубого дракона (Гран-при)        | ★ Когда жизнь даёт тебе мандарины               | ★ Когда жизнь даёт тебе мандарины                   |
| Лучший сериал                            | ★ Травматологический центр                      | ★ Травматологический центр                          |
| Лучший сериал                            | Семейный план                                   |                                                     |
| Лучший сериал                            | За неделю до моей смерти                        |                                                     |
| Лучший сериал                            | Карма                                           |                                                     |
| Лучший сериал                            | Когда жизнь даёт тебе мандарины                 |                                                     |
| Лучшая развлекательная программа         | ★ Битва кулинарных классов                      | ★ Битва кулинарных классов                          |
| Лучшая развлекательная программа         | План дьявола 2                                  |                                                     |
| Лучшая развлекательная программа         | Сумасшедший гостевой дом Киана                  |                                                     |
| Лучшая развлекательная программа         | Меня зовут Габриэль                             |                                                     |
| Лучшая развлекательная программа         | Кровавая игра 3                                 |                                                     |
| Лучшая мужская роль                      |                                                 | ★ Чу Джихун — «Травматологический центр»            |
| Лучшая мужская роль                      | Пак Погом — «Когда жизнь даёт тебе мандарины»   |                                                     |
| Лучшая мужская роль                      | Пак Хэ Су — «Карма»                             |                                                     |
| Лучшая мужская роль                      | Ли Бёнхон — «Игра в кальмара 2»                 |                                                     |
| Лучшая мужская роль                      | Ли Джунхёк — «Хороший или плохой Дон Джэ»       |                                                     |
| Лучшая женская роль                      |                                                 | ★ Ли Джиын — «Когда жизнь даёт тебе мандарины»      |
| Лучшая женская роль                      | Пак Ынбин — «Гипер нож»                         |                                                     |
| Лучшая женская роль                      | Со Хёнджин — «Багаж»                            |                                                     |
| Лучшая женская роль                      | Ли Хери — «Дружеское соперничество»             |                                                     |
| Лучшая женская роль                      | Чха Джуён — «Королева Вонгён»                   |                                                     |
| Лучший артист эстрады                    |                                                 | ★ Kian84 — «Сумасшедший гостевой дом Киана»         |
| Лучший артист эстрады                    | Ким Вонхун — «SNL Korea 6 и 7»                  |                                                     |
| Лучший артист эстрады                    | Син Дон Ёп — «SNL Korea 6 и 7»                  |                                                     |
| Лучший артист эстрады                    | Чан Донмин — «Кровавая игра 3»                  |                                                     |
| Лучший артист эстрады                    | Чху Сон Хун — «Try? Choo-ry!»                   |                                                     |
| Лучшая артистка эстрады                  |                                                 | ★ Ли Суджи — «SNL Korea 6 и 7»                      |
| Лучшая артистка эстрады                  | Син Габи — «Меня зовут Габриэль»                |                                                     |
| Лучшая артистка эстрады                  | Ом Джиюн — «Становлюсь фанатом бейсбола»        |                                                     |
| Лучшая артистка эстрады                  | Ли Хери — «Агенты тайны»                        |                                                     |
| Лучшая артистка эстрады                  | Джи Йеын — «Сумасшедший гостевой дом Киана»     |                                                     |
| Лучшая мужская роль второго плана        |                                                 | ★ Ли Гвансу — «Карма»                               |
| Лучшая мужская роль второго плана        | Пак Пёнын — «Гипер нож»                         |                                                     |
| Лучшая мужская роль второго плана        | Юн Кёнхо — «Травматологический центр»           |                                                     |
| Лучшая мужская роль второго плана        | Ли Джун Ён — «Слабый герой 2»                   |                                                     |
| Лучшая мужская роль второго плана        | Чхве Дэ Хун — «Когда жизнь даёт тебе мандарины» |                                                     |
| Лучшая женская роль второго плана        |                                                 | ★ Ём Хёран — «Когда жизнь даёт тебе мандарины»      |
| Лучшая женская роль второго плана        | Кон Сынён — «Карма»                             |                                                     |
| Лучшая женская роль второго плана        | Ким Гукхи — «Семейный план»                     |                                                     |
| Лучшая женская роль второго плана        | Клаудия Ким — «Существо Кёнсона 2»              |                                                     |
| Лучшая женская роль второго плана        | Чон Ынчхэ — «Ваша честь»                        |                                                     |
| Лучший актёр-новичок                     |                                                 | ★ Чху Ён У — «Травматологический центр»             |
| Лучший актёр-новичок                     | Кан Юсок — «Когда жизнь даёт тебе мандарины»    |                                                     |
| Лучший актёр-новичок                     | Пак Соломон — «Семейный план»                   |                                                     |
| Лучший актёр-новичок                     | Пэ Хёнсон — «Существо Кёнсона 2»                |                                                     |
| Лучший актёр-новичок                     | Хо Намджун — «Ваша честь»                       |                                                     |
| Лучшая актриса-новичок                   |                                                 | ★ Ким Минха — «За неделю до моей смерти»            |
| Лучшая актриса-новичок                   | Ли Сухён — «Семейный план»                      |                                                     |
| Лучшая актриса-новичок                   | Ли Идам — «Королева Вонгён»                     |                                                     |
| Лучшая актриса-новичок                   | Чон Субин — «Дружеское соперничество»           |                                                     |
| Лучшая актриса-новичок                   | Ха Ён — «Травматологический центр»              |                                                     |
| Лучший артист эстрады-новичок            |                                                 | ★ Мун Сонхун — «Пустое меню для вас»                |
| Лучший артист эстрады-новичок            | Ю Нам Но — «Битва кулинарных классов»           |                                                     |
| Лучший артист эстрады-новичок            | Ли Джинхёк — «SNL Korea 6 и 7»                  |                                                     |
| Лучший артист эстрады-новичок            | Чон Гын У — «Зимние каникулы Ким Сон Гына»      |                                                     |
| Лучший артист эстрады-новичок            | Чон Хён Гю — «План дьявола 2»                   |                                                     |
| Лучшая артистка эстрады-новичок          |                                                 | ★ Мими — «Kian — генеральный директор»              |
| Лучшая артистка эстрады-новичок          | Со Хевон — «SNL Korea 6»                        |                                                     |
| Лучшая артистка эстрады-новичок          | Юн Сохи — «План дьявола 2»                      |                                                     |
| Лучшая артистка эстрады-новичок          | RISABAE — «Инфлюенсер»                          |                                                     |
| Лучшая артистка эстрады-новичок          | Цуки — «Вселенная зомби: Новая кровь»           |                                                     |
| Самая популярная звезда                  | ★ Пак Погом                                     | ★ Пак Погом                                         |
| Самая популярная звезда                  | ★ Ли Джиын                                      |                                                     |
| Самая популярная звезда                  | ★ Ли Хери                                       |                                                     |
| Самая популярная звезда                  | ★ Ли Джунхёк                                    |                                                     |
| Награда «Популярный саундтрек»           |                                                 | ★ Чхве Ёнджун — «Boyfriend» (Золушка в 2 часа ночи) |
| Премия LG Uplus за положительное влияние |                                                 | ★ Чжи Йеын                                          |

## Ведущие и выступающие артисты
Нижеперечисленные лица, перечисленные в порядке появления на сцене, вручали награды или исполняли музыкальные номера.

### Ведущие
| Ведущие               | Награда                                                               |
| --------------------- | --------------------------------------------------------------------- |
| Квак Джунбин и Юн Гаи | Лучший новый артист эстрады и лучшая новая артистка эстрады           |
| Ли Джонха и Ко Юнджон | Лучший актёр-новичок и лучшая актриса-новичок                         |
| Ан Джэхон и Гым Хэна  | Лучшая мужская роль второго плана и лучшая женская роль второго плана |
| Син Донёп и Чан Доён  | Лучший артист эстрады и лучшая артистка эстрады                       |
| Лим Сиван и Пак Поён  | Лучшая мужская роль и лучшая женская роль                             |
| Ом Тхэгу и Пак Чихён  | Лучшая развлекательная программа                                      |
| Чан Ки Ён и Ан Ынджин | Лучший сериал                                                         |
| Чон Доён              | Выбор Голубого дракона (Гран-при)                                     |

### Исполнители
| Исполнитель | Выступление |
| ----------- | ----------- |
| Jatsby      |             |
| KiiiKiii    |             |
| Лим Сиван   |             |